# عبد الله الطنطاوي
عبد الله بن محمود الطنطاوي (ولد 1935 م) كاتب وأديب سوري. من مواليد بلدة إعزاز التابعة لمحافظة حلب سنة 1935م.

## المؤهلات العلمية
- كفاءة شرعية وثانوية شرعية من معهد العلوم الشرعية بدمشق.
- كفاءة عامة وثانوية عامة.
- إجازة في اللغة العربية من جامعة دمشق.
- دبلوم الدراسات العليا من الجامعة اليسوعية في بيروت.
- دكتوراه فخرية من مؤسسة الإثنينية في جدة – السعودية.
- دكتوراه فخرية من الجمعية الدولية للمترجمين واللغويين العرب.

## الوظائف الرسمية
- مدرس لغة عربية في ثانويات حلب من (1963 – 1979).
- مسؤول الجمعيات والنوادي في محافظة حلب (1979 – 1980).

## الخبرات العملية
- رئيس رابطة الوعي الإسلامي التي أسسها في حلب سنة 1955 مع الشاعرين: محمد منلا غزيل، ومحمود محمد كلزي.
- رئيس الجمعية العربية للآداب والفنون بحلب (1970 – 1979).
- معد برنامج «أديب من بلدي» في إذاعة حلب.
- رئيس تحرير مجلة (النذير) من (1982 – 1990).
- مسؤول ومعد برامج في إذاعة بغداد من (1982 – 1990).
- عضو رابطة الأدب الإسلامي العالمية.
- رئيس تحرير مجلة «فراس» للفتيان والفتيات (1995 – 1996).
- رئيس تحرير مجلة (الرواد) للفتيان والفتيات (1996 – 1998).
- رئيس تحرير مجلة (سلام) الكويتية للأطفال (1998).
- رئيس رابطة أدباء الشام (2000 -......).
- رئيس تحرير الموقع الإلكتروني «أدباء الشام» من (2003 - ......).
- شارك في عدد من المؤتمرات والندوات في عدد من البلدان العربية والإسلامية والأوروبية.
- سافر إلى أكثر البلدان العربية وتركيا وفرنسا وسويسرا وإيطاليا وألمانيا وأوكرانيا وبريطانيا وإسبانيا.
- أقامت له رابطة الأدب الإسلامي العالمية – المكتب الإقليمي في الأردن- حفلة تكريم سنة 2003.
- أقامت له مؤسسة الاثنينية في جدة لصاحبها الأديب الشيخ عبد المقصود خوجة حفل تكريم في 6/2/1427هـ 2006م، ومنحته شهادة الدكتوراه الفخرية.

## أعماله الأدبية
- تأليف خمس مسرحيات باللغة العربية واللهجة المحلية (مشترك) مثّلت على مسارح (مسرح الشعب) و (سينما نقابة الفنانين) و (مسرح سوق الإنتاج) في حلب.
- له ثلاثة مسلسلات تلفزيونية (بالاشتراك) كل مسلسل في ثلاثين حلقة قدّمت في عدد من التلفزيونات العربية وهي:
- أكل وشرب على مائدة القرآن الكريم – 1988، إنتاج تلفزيون بغداد.
- سمع وأطاع – 1993، شركة سعودية.
- محكمة النحو ونادي العروبة – 1995، شركة سعودية.

- أشرف على عدد من البرامج والمسلسلات التلفزيونية.
- له عشرات البرامج الإذاعية أُذيعت من عدة إذاعات عربية.
- أُجريت معه عدة مقابلات صحفية وإذاعية في عدد من البلدان العربية.
- نشر مئات المقالات في الصحف السورية والعربية والإسلامية، وفي الصحافة الإلكترونية منذ عام 1953.
- نشر عشرات السيناريوهات والقصص المرسومة للأطفال في عدد من المجلات العربية والإلكترونية.
- قدّم العديد من المحاضرات وشارك في كثير من الندوات الأدبية في عدد من المحافظات السورية والبلدان العربية والأجنبية.
- كتب العديد من المقدمات لكثير من الدواوين والمجموعات القصصية والكتب.
- نشر عدداً كبيراً من الكتب في القصة والرواية والنقد الأدبي والتراجم والتحقيق منها:
- في الدراسة الأدبية (نقد) الطبعة الأولى 1974 - المكتبة العربية بحلب (مشترك).
- تذوق النص الأدبي (مشترك) دار الضياء في عمان سنة 2001.
- في الإنشاء الأدبي (مشترك) الطبعة الأولى 1974 المكتبة العربية بحلب.
- ذرية بعضها من بعض – مجموعة قصصية- الطبعة الأولى 1977 – المكتبة العربية بحلب، والطبعة الثانية في دار الفرقان بعمّان سنة 1982.
- أصوات (مجموعة قصصية مشتركة) الطبعة الأولى 1974، والطبعة الثانية 1982، دار الفرقان في عمّان.
- رماد السنين (مجموعة قصصية) الدار الشامية في بيروت 2007.
- القسّام (رواية) الطبعة الأولى 1993، منشورات فلسطين المسلمة – لندن.
- الوادي الأحمر (رواية) الطبعة الأولى 2004 - دار القلم بدمشق.
- عشر روايات لأطفال الحجارة (مشترك) الطبعة الأولى 1993، دار يمان في عمّان.
- عينان مطفأتان وقلب بصير (رواية) وزارة الأوقاف الكويتية 1427هـ.
- محمد منلا غزيل (سيرة) الطبعة الأولى 1977 المكتبة العربية بحلب. الطبعة الثانية 1982 دار الفرقان بعمّان.
- دراسة في أدب باكثير (نقد) الطبعة الأولى 1977 في حلب.
- فلسطين واليهود في مسرح علي أحمد باكثير -دراسات نقدية- الطبعة الأولى 1997، الدار الشامية في بيروت، ودار القلم بدمشق.
- مواكب الشهداء (ثلاثة أجزاء) مشترك. صدرت عن دار النذير في بغداد 1983 – 1985.

- عشرة كتب صدرت له عن مكتبة النذير للأشبال- الطبعة الأولى 1984 وهي:
- الإمام الشهيد حسن البنا (الطبعة الثانية في لاهور 1985).
- الدكتور الشيخ مصطفى السباعي.
- الأستاذ الشهيد سيد قطب.
- الإمام حسن الهضيبي.
- الإمام أبو الأعلى المودودي.
- العالم المجاهد الشيخ محمد الحامد.
- القائد الشهيد المجاهد مروان حديد.
- الأستاذ الداعية محمد المبارك.
- المجاهد الشهيد عبد الغني البكار.
- حكايات الآنسة إعراب -عشرة كتب للفتيان- (مشترك) الطبعة الأولى 1987، دار عمار في عمّان، ودار جرّوس في لبنان.
- أكل وشرب على مائدة القرآن الكريم (ستة كتب للفتيان – مشترك) الطبعة الأولى 1991، وزارة الثقافة والإعلام- دار ثقافة الطفل – بغداد. والطبعة الثانية سنة 1992، دار النور في الجزائر.
- ستة وعشرون كتاباً في سلسلة (من نجوم الإسلام) جُمعت في أربعة مجلدات. الطبعة الأولى سنة 1994 – دار القلم بدمشق، والدار الشامية في بيروت.
- منهج الإصلاح والتغيير عند بديع الزمان النورسي –دراسة- الطبعة الأولى 1997 دار القلم بدمشق والدار الشامية في بيروت.
- مصطفى السباعي: الداعية الرائد والعالم المجاهد – دار القلم في دمشق 2001.
- اللواء الركن محمود شيت خطاب: المجاهد الذي يحمل سيفه في كتبه- دار القلم بدمشق 2001.
- عظماؤنا في التاريخ (جمع وتحقيق وتقديم) الطبعة الأولى 1974 دار البشير في بيروت.
- هكذا يربي اليهود أطفالهم (عرض وتلخيص وتقديم) الطبعة الأولى 1997، دار القلم بدمشق، ودار يمان في عمّان.
- الشيعة والتصحيح (تلخيص كتاب الشيعة والتصحيح) للدكتور موسى الموسوي (تُرجم إلى اللغتين التركية والألمانية) الطبعة الأولى 1988 (ألمانيا).
- جمع وتحقيق الأعمال الشعرية الكاملة للشاعر وليد الأعظمي في مجلد كبير – الطبعة الأولى 2005، دار القلم بدمشق.
- جمع وتحقيق الأعمال النثرية الكاملة للشاعر وليد الأعظمي في سبعة مجلدات – دار القلم بدمشق 2007.
- كتب ستة وعشرين موضوعاً في موسوعة الزاد العلمية – جدة – السعودية.
- شارك في موسوعة فلسطين والوعد الحق - السعودية.
- شخصيات وأفكار (مشترك) مركز الراية للتنمية الفكرية بدمشق، الطبعة الأولى 2004.
- أنوار رمضانية (1) – مشترك- 2005، دار العلوم في عمّان.
- أنوار رمضانية (2) –مشترك- 2006، دار العلوم في عمّان.
- رجال لهم آثار (مجلد).

## له تحت الطبع
- وكاتب وما كتب (نقد).
- وشاعر وما شعر (نقد).

## في مجال الإذاعة
- معد برنامج (أديب من بلدي) في إذاعة حلب 1975.
- عشرات البرامج الإذاعية في إذاعة بغداد 1983 – 1988.
- 30 تمثيلية إذاعية قدمت في إذاعة قطر سنة 1991 بعنوان (مع بناة الإسلام) ثم طبعت في كتاب بهذا العنوان في دار عمار للنشر والتوزيع في عمان سنة 2007.

## في مجال التلفزيون
- أكل وشرب على مائدة القرآن الكريم (ثلاثون حلقة).
- سمع وأطاع (ثلاثون حلقة).
- نادي العروبة ومحكمة النحو (ثلاثون حلقة).

## في مجال المسرح
1. قبل أن يذوب الثلج، من المسرح التركي – إعداد- مثلت على مسرح الشعب بحلب 1976.
2. ما في حدا أحسن من حدا (باللهجة الحلبية) مثلت على مسرح سينما نقابة الفنانين بحلب سنة 1977.
3. الناس بلا الناس (باللهجة الدارجة) مثلت على مسرح الشعب بحلب 1998.
4. خمس مسرحيات قصيرة مثلت على مسرح سوق الإنتاج، ومسرح دار الكتب الوطنية بحلب. 1971 – 1976.